# Gniew (gemeente)
De gemeente Gniew is een stad- en landgemeente in het Poolse woiwodschap Pommeren, in powiat Tczewski.
De gemeente bestaat uit 19 administratieve plaatsen solectwo: Brody Pomorskie, Ciepłe, Gogolewo, Jaźwiska, Jeleń, Kolonia Ostrowicka, Kuchnia, Kursztyn, Nicponia, Opalenie, Piaseczno, Pieniążkowo, Polskie Gronowo, Półwieś, Rakowiec, Szprudowo, Tymawa, Widlice, Wielkie Walichnowy
De zetel van de gemeente is in Gniew.
Op 30 juni 2004 telde de gemeente 15.563 inwoners.

## Oppervlaktegegevens
In 2002 bedroeg de totale oppervlakte van gemeente Gniew 194,78 km², waarvan:
- agrarisch gebied: 64%
- bossen: 20%

De gemeente beslaat 27,92% van de totale oppervlakte van de powiat.

## Demografie
Stand op 30 juni 2004:
| Omschrijving                   | Totaal | Totaal | Vrouwen | Vrouwen | Mannen | Mannen |
| ------------------------------ | ------ | ------ | ------- | ------- | ------ | ------ |
| eenheid                        | aantal | %      | aantal  | %       | aantal | %      |
| inwoners                       | 15.563 | 100    | 7896    | 50,7    | 7667   | 49,3   |
| bevolkingsdichtheid (inw./km²) | 79,9   | 79,9   | 40,5    | 40,5    | 39,4   | 39,4   |

In 2002 bedroeg het gemiddelde inkomen per inwoner 1289,26 zł.

## Aangrenzende gemeenten
Kwidzyn, Morzeszczyn, Nowe, Pelplin, Ryjewo, Sadlinki, Smętowo Graniczne, Sztum